# Quartier de Bonne-Nouvelle
Pour les articles homonymes, voir Bonne-Nouvelle.
Le quartier de Bonne-Nouvelle est le 8e quartier administratif de Paris, dans le 2e arrondissement.

## Localisation et accès

Les quartiers administratifs du 2e arrondissement de Paris.

Le quartier administratif de Bonne-Nouvelle est délimité : 
- au sud par une section de la rue Étienne-Marcel à l'est de la rue Montorgueil ;
- à l'est par la partie du boulevard de Sébastopol au nord de la rue Étienne-Marcel ;
- au nord par la partie du boulevard Saint-Denis entre le boulevard Sébastopol et le boulevard de Bonne-Nouvelle ;
- à l'ouest par les rues Poissonnière, des Petits-Carreaux, et en partie Montorgueil au nord de la rue Étienne-Marcel.

Sa superficie est de 28,2 hectares.
Il comprend :
- au nord, la butte de Bonne-Nouvelle qui a donné son nom à l'ensemble du quartier. Cette éminence est comprise entre l'ancienne enceinte de Charles V détruite en 1633, qui était située sur le tracé des actuelles rues de Cléry et d'Aboukir, et le bastion 6 de l'enceinte des Fossés Jaunes créée à la même époque à l'emplacement de l'actuel boulevard de Bonne-Nouvelle.

- entre le boulevard Saint-Denis, la rue d'Aboukir, le boulevard Sébastopol et la rue de Réaumur, un espace très densément construit faisant partie avec la butte de Bonne-Nouvelle et l'espace entre la rue Montmartre et la rue Poissonnière au nord du quartier administratif voisin du Mail du quartier couramment dénommé « le Sentier ».

- au sud de la rue Réaumur, un espace également très dense urbanisé à partir du XIIIe siècle au nord de l'enceinte de Philippe-Auguste dont le tracé était proche de la rue Étienne-Marcel.

Les stations de métro les plus proches sont :
- Bonne-Nouvelle (lignes 8 et 9) ;
- Strasbourg - Saint-Denis (lignes 4, 8 et 9) ;
- Sentier (ligne 3) ;
- Réaumur - Sébastopol (lignes 3 et 4) ;

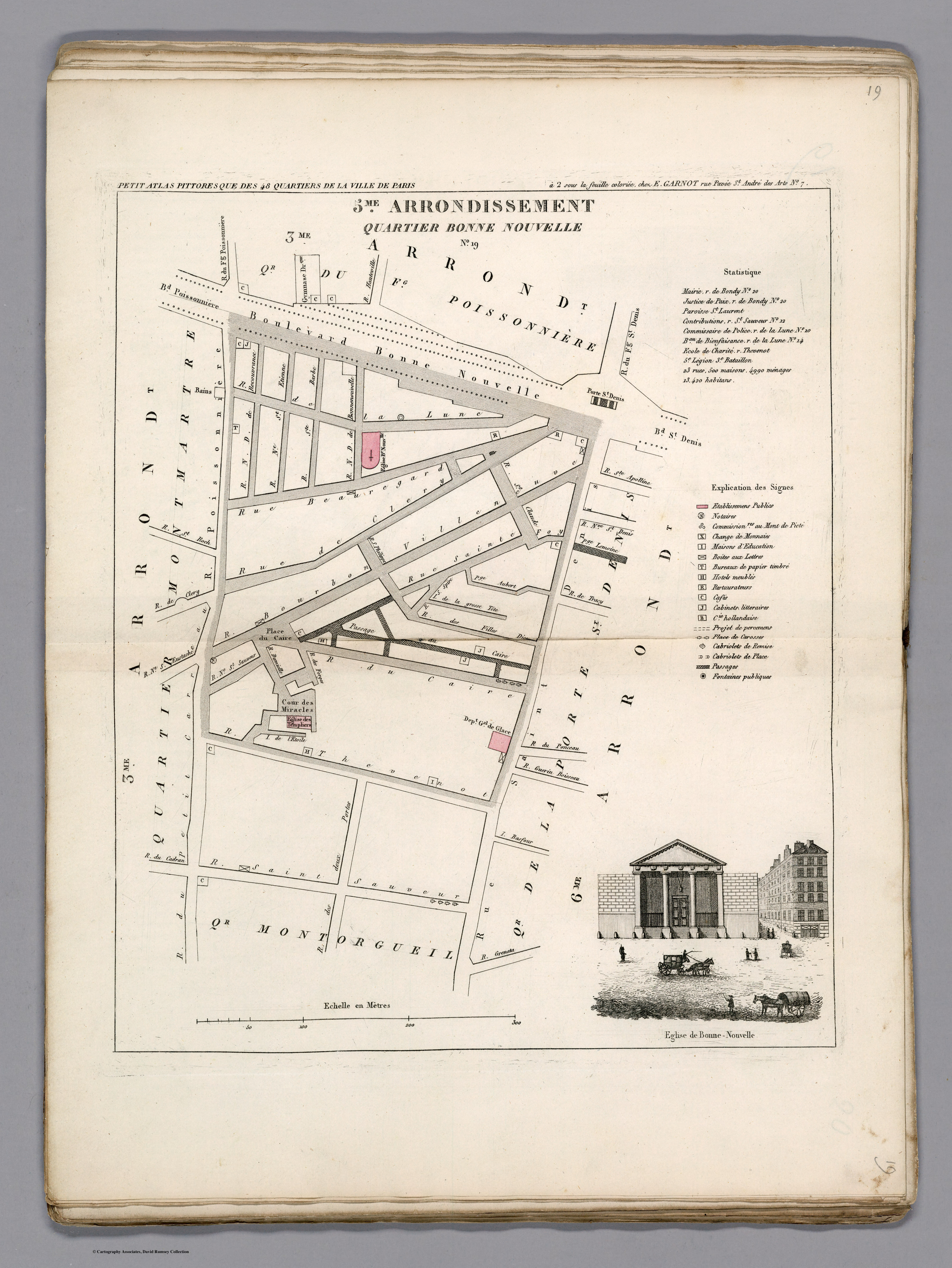
Plan du quartier Bonne Nouvelle dans l'ancien 5e arrondissement en 1834.

- Étienne Marcel (ligne 4).

## Historique
Au XVIIe siècle, quelques maisons furent bâties sur la butte aux Gravois située un peu en dehors des murs de Paris (à proximité  de la porte Saint-Denis), formant ainsi le petit faubourg de « Ville-Neuve-les-Gravois » (ou « Villeneuve-les-Gravois »). 
Ce faubourg étant à l'extérieur des murs, toutes les constructions en furent rasées en novembre 1562 (au début des guerres de religion) quand l'armée protestante menée par Condé et Coligny menaceait Paris.
En 1566, l'enceinte des Fossés Jaunes  fut créée en avant de la butte.

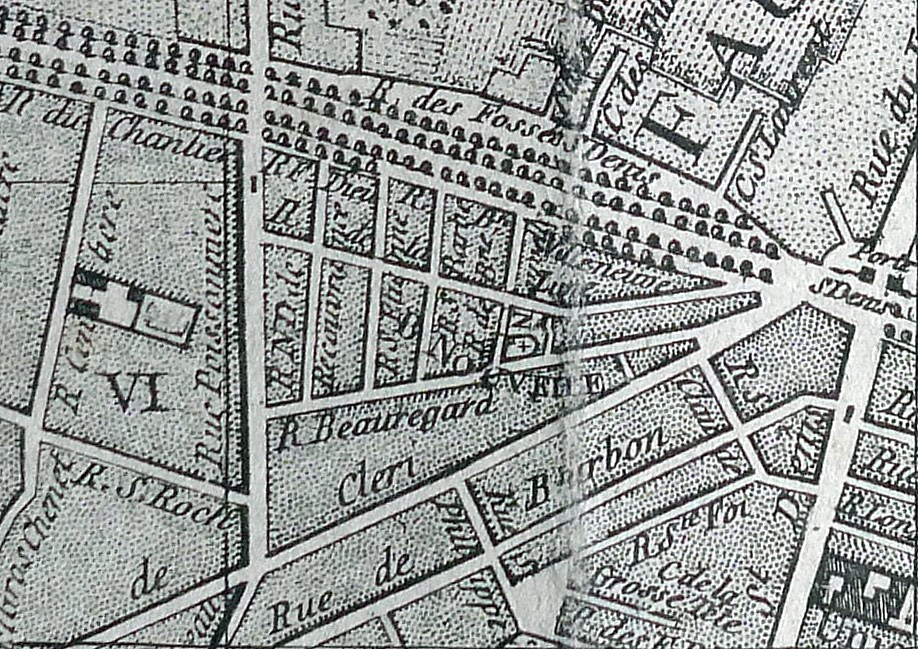
Quartier de Bonne-Nouvelle en 1760 (plan de Vaugondy).

Lors du siège de Paris par Henri IV en 1591, la Ligue rasa les moulins, les maisons et l'église (construite en 1563) qui se trouvaient sur la butte.
Le rempart fut  renforcé  vers 1634-1635 par un vaste bastion aménagé sur sa face nord à l'emplacement de l'actuel boulevard de Bonne-Nouvelle.
En 1624, Anne d'Autriche posa la première pierre d'une nouvelle église. En 1680-1685, le bastion est rasé, les fossés sont comblés pour faire place au Nouveau-Cours (dont le boulevard de Bonne-Nouvelle n'est qu'un tronçon). En 1709, environ 15 000 ouvriers sont employés à l'arasement partiel du bas de la butte où passe ce boulevard  pour faciliter le passage des véhicules en diminuant le bombement et également pour fournir du travail après un hiver très dur qui amena la disette. En 1823-1830, l'église est reconstruite car vétuste.

## Démographie
Population historique du quartier :
| Année (recensement national) | Population | Densité (hab. par km²) | Croissance depuis le dernier recensement |
| ---------------------------- | ---------- | ---------------------- | ---------------------------------------- |
| 1860                         | 39 316     | 139 418                |                                          |
| 1954                         | 21 379     | 75 812                 | – 45,6 %                                 |
| 1962                         | 20 151     | 71 457                 | – 5,7 %                                  |
| 1968                         | 17 551     | 62 238                 | – 12,9 %                                 |
| 1975                         | 12 510     | 44 362                 | – 28,7 %                                 |
| 1982                         | 10 276     | 36 440                 | – 17,9 %                                 |
| 1990                         | 9 864      | 34 979                 | – 4,0 %                                  |
| 1999                         | 9 595      | 34 025                 | – 2,7 %                                  |